# 寿徳寺 (久喜市)
寿徳寺（じゅとくじ）は、埼玉県久喜市にある真言宗豊山派の寺院。

## 歴史
807年（大同2年）、勝道によって開山された。勝道は日光二荒山を開山したことでも知られる。
かつての境内は現在よりも広く、七堂伽藍を有していたが、戦国時代の兵乱と明治期の落雷による火災で焼失してしまっている。本堂は1968年（昭和43年）に再建されたものである。

## 文化財
- 木造薬師如来坐像（久喜市指定文化財 昭和38年8月10日指定）[3]

## 交通アクセス
- 東鷲宮駅より徒歩21分。